# Leland Merrill
Leland Merrill (Illinois, Estados Unidos, 4 de octubre de 1920-Nueva Jersey, 28 de julio de 2009) fue un deportista estadounidense especialista en lucha libre olímpica donde llegó a ser medallista de bronce olímpico en Londres 1948.

## Carrera deportiva
En los Juegos Olímpicos de 1948 celebrados en Londres ganó la medalla de bronce en lucha libre olímpica estilo peso wélter, tras el turco Yaşar Doğu (oro) y el australiano Dick Garrard (plata).